# Chiesa di San Giorgio (Luson)
La chiesa di San Giorgio (in tedesco Kirche St. Georg) è la parrocchiale di Luson (in tedesco Lüsen) in provincia autonoma di Bolzano. Appartiene al decanato di Bressanone-Rodengo della diocesi di Bolzano-Bressanone e risale al XII secolo.

## Storia

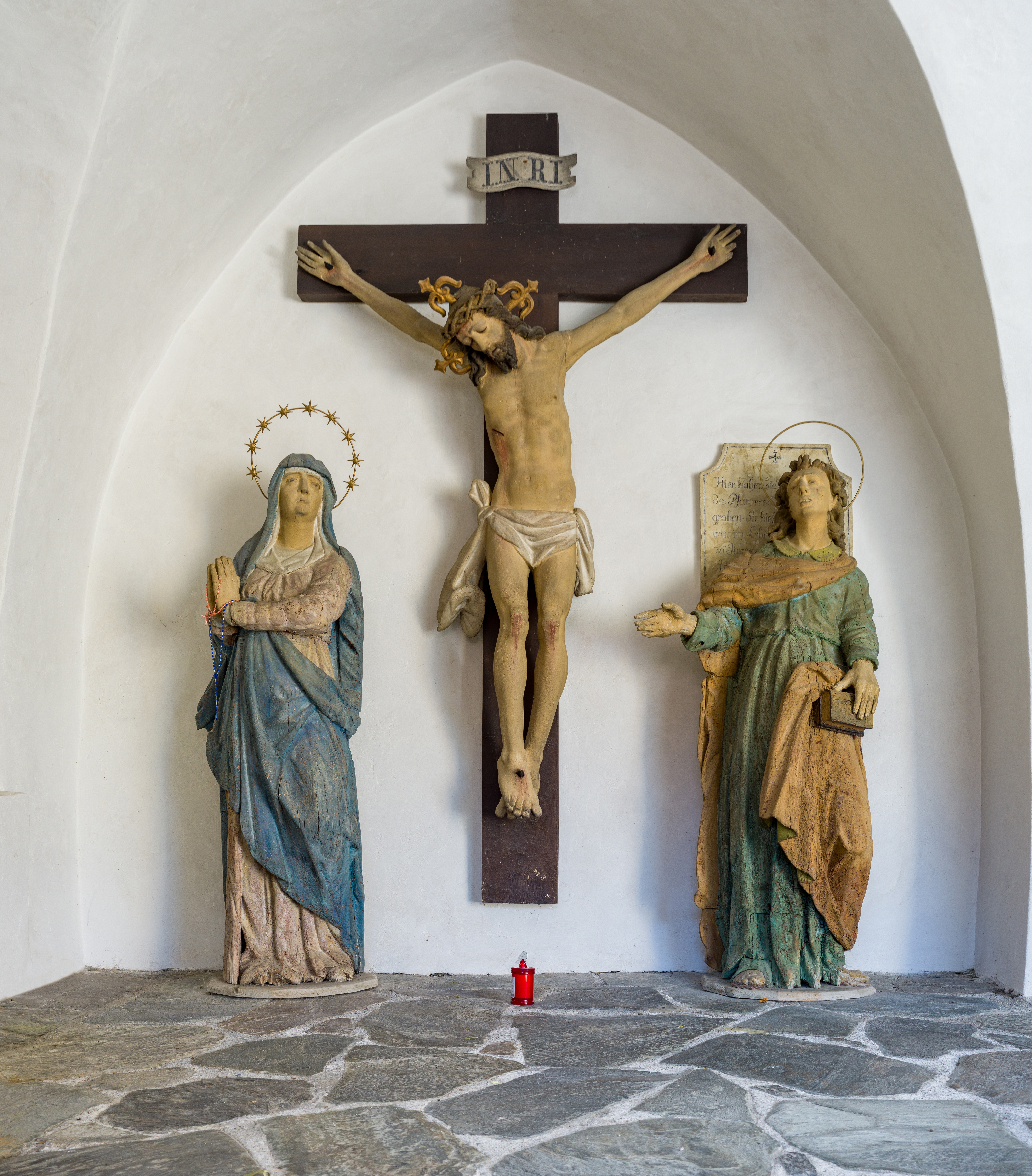
Crocifissione lignea del XVII secolo.

La prima fonte storica relativa al luogo di culto a Luson risale al 1147 e si tratta di un documento che cita il parroco della chiesa. Il primitivo edificio fu ricostruito nella seconda metà del XV secolo rispettando lo stile stile gotico del periodo ma i lavori durarono a lungo e fu completato quindi consacrato solo all'inizio del secolo seguente, nel 1502.
Nella seconda metà del XVIII secolo la chiesa fu oggetto di un importante intervento che ne modificò anche l'aspetto, dandole lo stile barocco. Subito dopo il primo conflitto mondiale il paese fu devastato da un gravissimo incendio, nel 1921, e anche la parrocchiale fu danneggiata. Si rese necessario il suo restauro che comportò anche un ampliamento e un arricchimento negli interni.

## Descrizione

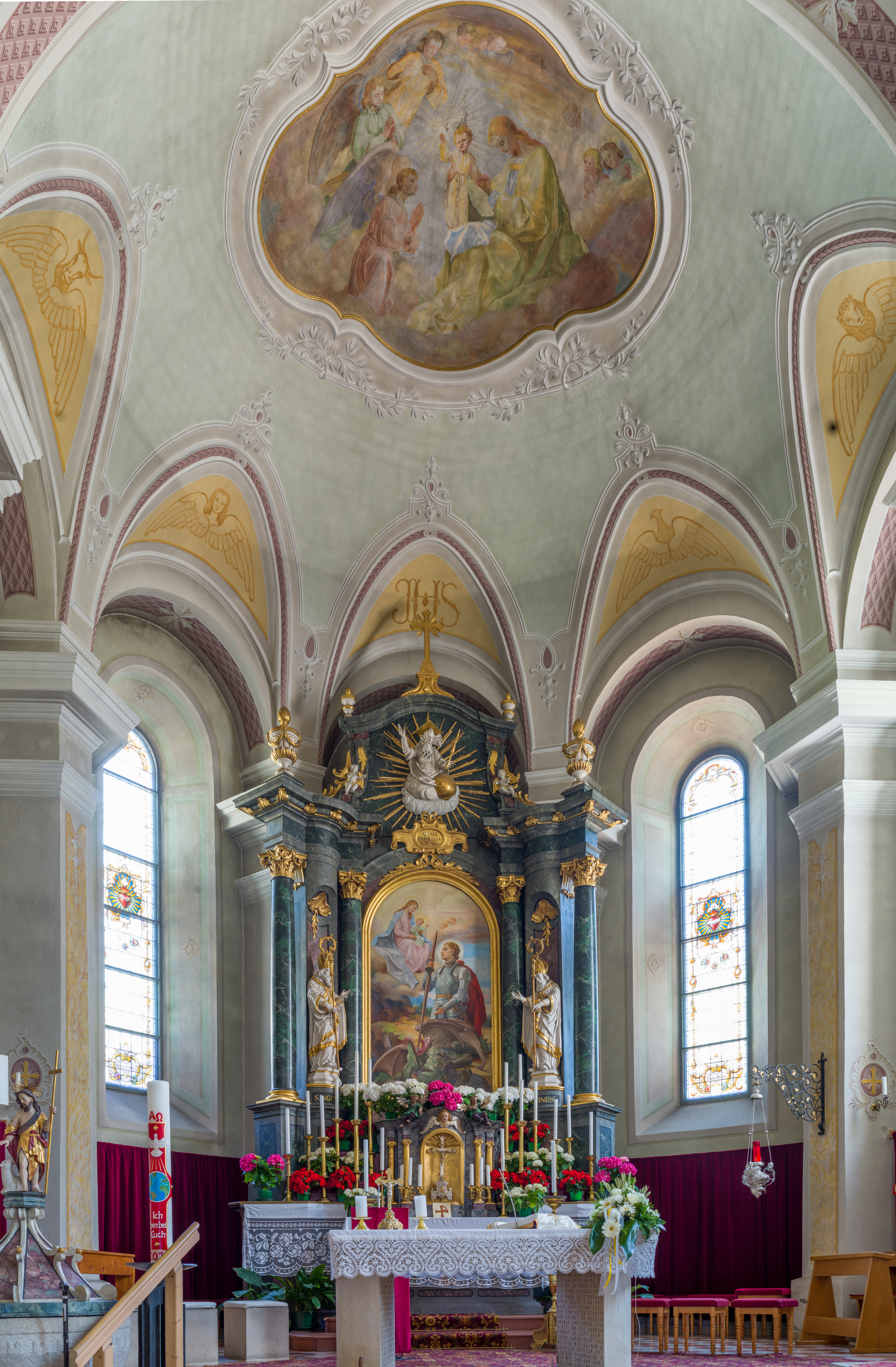
Interno, zona presbiteriale con altar maggiore ligneo tradizionale e altare conciliare.

La parrocchiale di San Giorgio non è l'unico luogo di culto a Luson, oltre a questa infatti ci sono le chiese di San Killian e di San Nicola nella frazione di Pezzè e altre piccole chiese e cappelle private.

### Esterno
La chiesa si trova nell'abitato di Luson, su un terreno in posizione leggermente degradante. La facciata a capanna con due spioventi ha un aspetto semplice e severo e il suo sagrato si trova su un terrapieno rinforzato da murature che si prolunga in tutta l'area del cimitero della comunità. La torre campanaria, con copertura a piramide acuta, si trova alla sua destra, in posizione arretrata, sullo stesso lato del cimitero e accanto a questo si trova anche la piccola cappella cimiteriale.

### Interno
La navata interna è unica ma di dimensioni tali da ospitare tre altari lignei dipinti da Johann Oberkofler, Georg Kachler e Josef Renzler oltre all'altare rivolto alla sala. Di particolare pregio risulta il fonte battesimale trecentesco. 
Fu il sacerdote Johann Oberkofler a dipingere alcune parti delle pareti. Nella sala si conservano inoltre l'importante Madre addolorata e una Pietà risalente al 1415.